# 沙漢姆體育會
沙漢姆體育會（阿拉伯语：نادي صحم）是一间位于阿曼苏哈尔的足球俱乐部，目前于阿曼职业足球联赛作赛，主场位于阿曼苏哈尔的苏哈尔地区体育中心。球队成立于1972年4月，共两次夺得阿曼杯冠军。

## 荣誉
- 苏丹卡布斯杯（2）：
  - 冠军：2009，2016